# Trofeu

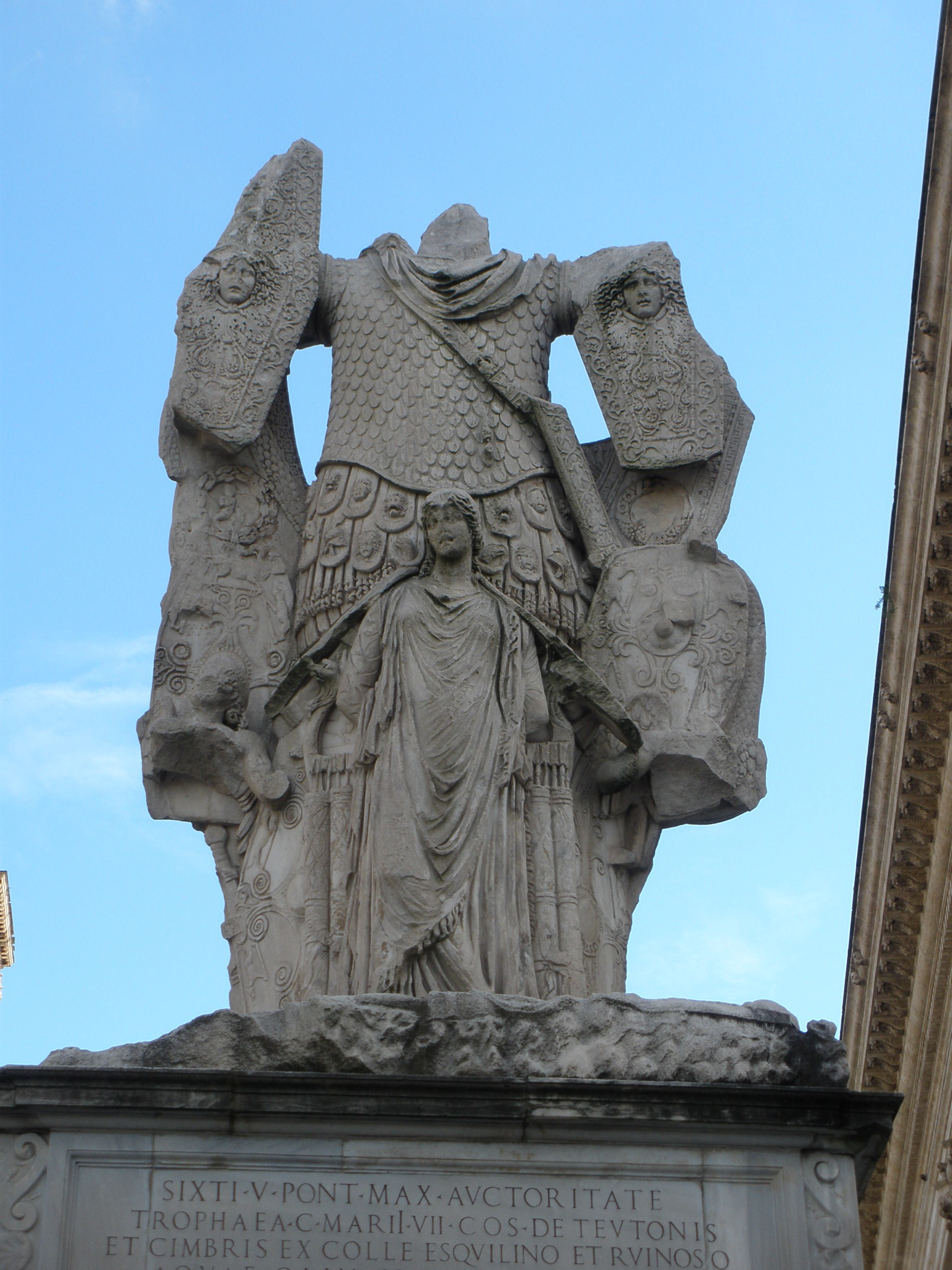
L'anomenat Trofeo di Mario, a la Cordonata Capitolina (Roma)

Un trofeu és el premi per haver aconseguit una victòria, usualment en esports, consistent en una copa, una escultura o qualsevol altre objecte commemoratiu. Té la mateixa funció que una medalla, la banda o l'antiga corona de llorer; només la tradició determina quin tipus de premi es rep a cada competició o esdeveniment.
L'origen històric es troba en el tropaíon grec, consistent a prendre les despulles dels vençuts en una batalla, una pràctica freqüent en diferents cultures (es podien agafar les armes o els estendards de l'enemic, o bé fins i tot part del cos, com ara els caps).
L'entrega del trofeu es fa en una cerimònia ritualitzada, on s'acostumen a esmentar els primers classificats en un acte protocol·lari (anunci dels guanyadors, himnes nacionals de fons i aplaudiments del públic...).